# NGC 3421
NGC 3421 est une vaste (?) galaxie spirale barrée située dans la constellation de l'Hydre. NGC 3421 a été découverte par l'astronome britannique Andrew Ainslie Common en 1880. Cette galaxie a aussi été observée par l'astronome français Stéphane Javelle le 19 avril 1892 et elle a été inscrite à l'Index Catalogue sous la cote IC 652.

## Caractéristiques

### Distance
Sa vitesse par rapport au fond diffus cosmologique est de 4 812 ± 28 km/s, ce qui correspond à une distance de Hubble de 71,0 ± 5,0 Mpc (∼232 millions d'al).
À ce jour, quatre mesures non basées sur le décalage vers le rouge (redshift) donnent une distance de 90,575 ± 12,538 Mpc (∼295 millions d'al), ce qui est à l'extérieur des valeurs de la distance de Hubble. Notons cependant que c'est avec la valeur moyenne des mesures indépendantes, lorsqu'elles existent, que la base de données NASA/IPAC calcule le diamètre d'une galaxie et qu'en conséquence le diamètre de NGC 3421 pourrait être d'environ 42,1 kpc (∼137 000 al) si on utilisait la distance de Hubble pour le calculer.
La classe de luminosité de NGC 3421 est I et elle présente une large raie HI.

### Brillance de surface
En raison d'une brillance de surface égale à 14,78 mag/am2, on peut qualifier NGC 3421 de galaxie à faible brillance de surface (LSB en anglais pour low surface brightness). Les galaxies LSB sont des galaxies diffuses (D) avec une brillance de surface inférieure de moins d'une magnitude à celle du ciel nocturne ambiant.